# HustlaBall Award
HustlaBall Award je označení evropských cen v oblasti gay pornografie udílených od roku 2009 u příležitosti série tanečních zábavních akcí HustlaBall Berlin.
Pořadatelé uvádí, že HustlaBall pochází z roku 1998, kdy se poprvé v New Yorku konalo setkání prostitutů („hustlers“) avizované na gay eskortním portálu RentBoy. S ohledem na existenci magazínu Hustler byl použit zkomolený název HustlaBall. V roce 2003 byl formát akce přenesen i do Berlína, kde od té doby probíhá každoročně.
Od roku 2009 je součástí události vyhlášení pornografických ocenění. Dvě poroty složené z osobností z branže a ze specializovaných novinářů nominují filmy, o kterých poté hlasuje publikum.
J. C. Adams v souvislosti s nominacemi roku 2011 vyjádřil názor, že se ceny zaměřují na herce, studia a filmy evropského původu, a to se sklonem k fetišismu, úchylkám a nechráněnému sexu.

## Držitelé cen

### 2009
První ceny byly uděleny při HustlaBall Berlin 16. října 2009 v klubu Münze. Dvě pětičlenné poroty vybraly 75 nominovaných, z nichž více než dva tisíce hlasujících účastníků zvolilo tyto oceněné:
Nejlepší evropský herec (Best actor (EU))
Alex Stevens v Porn Boy (EuroCreme)
Nominace: Matt Hughes, Straight Guys Fuck (Fresh SX); Ivo Costa, Postcard from Venice (Fresh SX); Brian Brower, Graduation Gangbang (Sauvage)
Nejlepší americký herec (Best actor (US))
Cody Kyler v Mixxed Nuts (Flava Works)
Nominace: Rich Wrangler, Nigga’s Revenge 2 (DW Media); Jesse Balboa, Hand Tools (DW Media); A.J. Rider, Load Master: Ace in the Hole (DW Media); Kyle King, Trunks 5 (HotHouse Video)
Nejlepší evropský film (Best film (EU))
Sex Pit Sluts (Bulldogpit)
Nominace: Roadwork Ahead (XY-Studios), Out in the Office (Alphamalemedia), Straight Boy (Eurocreme), Hung Ladz 5 (Eurocreme)
Nejlepší americký film (Best film (US))
SKUFF 4 Downright Fierce (Hothouse Video)
Nominace: Bone Deep (Dusedo), Pigs of Steel (DW Media), Mixxxed Nuts (Flava Works)
Nejlepší evropská skupinová scéna (Best group scene (EU))
Men Factory (Cazzo Film)
Nominace: Back Alley Bandits (Bulldog Pit), Spanish Heat (Alphamalemedia), Rudeboiz 12 (Eurocreme), Straight Boy (Eurocreme)
Nejlepší americká skupinová scéna (Best group scene (US))
Wood Work (Hothouse Video)
Nominace: Nigga’s Revenge 2 (DW Media), Hand Tools (DW Media), Dorm Life 16 (Flava Works)
Nejlepší evropský režisér (Best director (EU))
Todd Verow za Fucking Art (Wurstfilm)
Nominace: Marcel Bruckmann, Roadwork Ahead (XY-Studios); Vlado Iresch, Graduation Gangbang (Sauvage); Maxwell B., Sex Pit Sluts (Alphamalemedia); Simon Booth, Hung Ladz 5 (Eurocreme)
Nejlepší americký režisér (Best director (US))
Steven Scarborough za SKUFF4 Downright Fierce (Hothouse Video)
Nominace: Dick Wadd, Nigga’s Revenge 2, Pigs of Steel a Load Collectors (vše DW Media)
Nejlepší evropský obal (Best cover (EU))
Porn Boy (EuroCreme)
Nominace: Boyjuice 8 (Dusedo), Spermhouse (XY-Studios), Straight Boy (Eurocreme), Subversion (J.D. Cadinot)
Nejlepší americký obal (Best cover (US))
Mixxed Nuts (Flava Works)
Nominace: Load Master: Ace in the Hole (DW Media), Nigga’s Revenge 2 (DW Media), World of Flava: Paris (Flava Works)
Nejlepší aktivní herec (Best top)
Fred Faurtin v Men Factory (Cazzo Film)
Nominace: Matt Huges, Straight Guys Fuck (Fresh SX); Denis Reed, Boys at Service (XY-Studios), Brian Brower, Raw Racers (Raw); Alex Stevens, Porn Boy (Eurocreme)
Nejlepší pasivní herec (Best bottom)
Sky Devil v All Hands on Deck (Raging Stallion Studios)
Nominace: Marco di Lucca, Straight Guys Fuck (Fresh SX); Andy O’Neill, Boys with Toys (Fresh SX); Steven Tyler, Porn Boy (Eurocreme); Cody Kyler, Mixxxed Nuts (Flava Works)
Nejlepší mainstreamový film (Best mainstream movie)
Outdoor Director's Cut (BerlinStarFilm)
Nominace: Roadwork Ahead (XY-Studios), Out in the Office (Alphamalemedia), Indieboyz—Trashed (Eurocreme), Subversion (J.D. Cadinot)
Nejlepší fetišistický film (Best fetish – movie (special interest))
Pigs of Steel (Dick Wadd Media)
Nominace: Piss Me Up—Fuck Me Now (XY-Studios), Dirty Fuckers (Dirty Fuckers), Pups (Bulldog Pit), Dirty Ladz (Eurocreme)
Nejlepší etnický film (Best ethnic-themed movie)
Mixxed Nuts (Flava Works)
Nominace: Nigga’s Revenge 2 (DW Media), Latin Heat (Alphamalemedia), Thug Boy 8 (Flava Works)
Nejlepší webové stránky (Best website)
BerlinStarFilm.com
Nominace: ProllBoys.com, DickWadd.com, BulldogPit.com, Eurocreme.tv
Nejlepší nový herec (Best new actor)
Philippe Delvaux
Cena za celoživotní přínos (Life-time achievement award)
Jean-Daniel Cadinot
Čestné ocenění (Honorary award)
Marcel Bruckmann, režisér a producent desetiletí
[ zpět nahoru ]

### 2010
Ceny byly uděleny při HustlaBall Berlin v pátek 22. října 2010 v klubu KitKatClub. Došlo k úpravě kategorií, které nyní více odpovídaly členění užívanému u podobných ocenění v USA. Na výběru se opět podílely dvě pětičlenné poroty. Nejúspěšnějším studiem se stalo Lucas Entertainment, které proměnilo 6 z dvanácti nominací, 3 ceny získalo studio World of Men herce a podnikatele Collina O’Neala a 2 ceny studio Bel Ami. V 26 kategoriích byli oceněni:
Účinkující:
Nejlepší evropský nováček (Best newcomer (EU))
Harry Louis (Men at play)
Nominace: Jadon Idol (SPRITZZ), Eliot Corrigan (WURSTFILM) , Jordan Fox (Fresh SX), Alex Marte (Men at play), Kris Evans (BelAmi)
Nejlepší americký nováček (Best newcomer (US))
Baby Star (FlavaWorks)
Nominace: Jonathan Agassi (Lucas Entertainment), Jessy Karson (Treasure Island), Jacko (World of Men), Samuel Colt
Nejlepší evropský pasivní herec (Best bottom (EU))
Todd Rosset (BelAmi)
Nominace: Marcel Hoffmann (WURSTFILM), Basti Winkler (YOUNG BASTARDS), Marco Di Lucca (Fresh SX), Todd Rosset (BelAmi), Angelo Cruz (SPRITZZ), Nicolas Torri (BlackCrossBow), Christian Alexander (Men at play), SkyDevil (BerlinStarFilm)
Nejlepší americký pasivní herec (Best bottom (US))
Josh Harris (World of Men)
Nominace: Naor Tal (Lucas Entertainment), Christian (Treasure Island), Josh Harris (World of Men), BoyHous (Dick Wadd)
Nejlepší evropský aktivní herec (Best top (EU))
Jordan Fox (YOUNG BASTARDS)
Nominace: Jake Smith (Jasper Emerald), Jay Scorpio (RawRiders Studio), Kai Cruz (SPRITZZ), Jan Vega (WURSTFILM), Jordan Fox (YOUNG BASTARDS), David Castan (BlackCrossBow), Harry Louis (Men at play), Kris Evans (BelAmi)
Nejlepší americký aktivní herec (Best top (US))
Michael Lucas (Lucas Entertainment)
Nominace: O.M.F.G. (Dick Wadd), De Angelo Jackson (FlavaWorks), Collin O´Neal (World of Men)
Nejlepší fetišistický herec (Best fetish performer)
Sven Falkenberg (BerlinStarFilm)
Nominace: Jessy Balboa (Dick Wadd), Romeo Storm (FlavaWorks), Jasper Emerald (Jasper Emerald), Rafael Alencar (Lucas Entertainment), Carlos Caballero (Men at play)
Nejlepší evropský herec (Best performer (EU))
Ludovic Canot (WURSTFILM)
Nominace: Dominik Belko (CAZZO), Lars Svenson (RawRiders Studio), Eliot Corrigan (WURSTFILM), Ludovic Canot (WURSTFILM), Ariel Vanean (BelAmi)
Nejlepší americký herec (Best performer (US))
Wilfried Knight (Lucas Entertainment)
Nominace: De Angelo Jackson (FlavaWorks), Damon Dogg (Treasure Island), Wilfried Knight (Lucas Entertainment), Collin O´Neal (World of Men), Blaze Thomason (Dick Wadd)
Filmy:
Nejlepší evropská skupinová scéna (Best group scene (EU))
Fickstutenmarkt (BerlinStarFilm)
Nominace: Seriously Sexy 2 - velké finále (BelAmi), Arsch Alarm (WURSTFILM), Triebstau (YOUNG BASTARDS), Cum Dump Hotel (RawRiders Studio), Jadon Idol a german bottom boy - 2. scéna (SPRITZZ), Nasty Boy’s (Men at play)
Nejlepší americká skupinová scéna (Best group scene (US))
Wild Breed: Woodland Cruising (Treasure Island)
Nominace: Hard hat pigs 2 (Dick Wadd), Mixxxed Nuts 2 - 5. scéna (FlavaWorks), Animal factor (Latbocon), Paris Playboys (Lucas Entertainment)
Nejlepší „hunk“ film (Best hunk film)
Inside Israel (Lucas Entertainement)
Nominace: Roboter (CAZZO), Best of Alpha Studs (Alpha Studs), Australia (World of Men), Herrengedeck (WURSTFILM)
Nejlepší „twink“ film (Best twink film)
Fuck me like the slut I am (SPRITZZ)
Nominace: Cody Kyler's Pinga Paradise (FlavaWorks), Jasper Juniors (Jasper Emerald), Exxxcesses (Latbocon), XL Euroboys (Twinks of Europe)
Nejlepší fetišistický film (Best fetish film)
Versaut (CAZZO)
Nominace: Clinic Cum (BerlinStarFilm), Taboo (BelAmi), Hard hat pigs 2 (Dick Wadd), Fuck me hard (Lucas Entertainment), Operating Room (Man’s Art), Herrengedeck (WURSTFILM)
Nejlepší etnický film (Best ethnic themed movie)
Flesh Lust (Latbocon)
Nominace: Miami uncut (FlavaWorks), Ass Wreckers (Dick Wadd), Colombia (World of Men)
Nejlepší evropský film (Best film (EU))
DeskTops (CAZZO)
Nominace: Clinic Cum (BerlinStarFilm), Seriously Sexy 1 (BelAmi), Straight guys unleashed (Fresh SX), Max and the city (WURSTFILM)
Nejlepší americký film (Best film (US))
Men of Israel (Lucas Entertainment)
Nominace: Flesh Lust (Latbocon), Men of Israel (Lucas Entertainment), Hard hat pigs 2 (Dick Wadd), Bone Head (Treasure Island), Cum Fly with Collin (World of Men)
Obecné:
Nejlepší evropský režisér (Best director (EU))
Andy O'Neill (Fresh SX)
Nominace: Falk Lux (SPRITZZ), George Duroy (BelAmi), Roy Raz (WURSTFILM), Lars Svenson (RawRiders Studio)
Nejlepší americký režisér (Best director (US))
Collin O’Neal (World of Men)
Nominace: Keith Kannon (FlavaWorks), Roberto Escorda (Latbocon), Paul Morris (Treasure Island), Dick Wadd (Dick Wadd)
Nejlepší evropské studio (Best studio (EU))
WURSTFILM
Nominace: Fresh SX, SPRITZZ, BelAmi, YOUNG BASTARDS, Men at play
Nejlepší americké studio (Best studio (US))
Lucas Entertainment
Nominace: FlavaWorks, Latbocon, Treasure Island, Dick Wadd
Nejlepší evropský obal DVD (Best DVD-cover (EU))
Abgefickt und vollgepisst (YOUNG BASTARDS)
Nominace: Nasty Nightmares (CAZZO), Cocky Friends (BelAmi), Fuck me like the slut I am (SPRITZZ), Berlin Pride (BerlinStarFilm)
Nejlepší americký obal DVD (Best DVD-cover (US))
Turkey (World of Men)
Nominace: Santo Domingo #4: Dominican Heat (FlavaWorks), Flesh Lust (Latbocon), Bone Head (Treasure Island), I Barebacked your Boyfriend (Dick Wadd)
Web:
Nejlepší webové stránky studia (Best studio–website)
LucasEntertainment.com
Nominace: freshsx.com, belamionline.com, BlackCrossBow.com, WorldofMen.com
Nejlepší webové stránky herce (Best performer–website)
PetersTwins.com
Nominace: JasperEmerald.com, JonathanAgassi.com, Collinoneal.com
Nejlepší sexuální webové stránky (Best sex–website)
menatplay.com
Nominace: belamionline.com, freshsx.com, timtales.com, treasureislandmedia.com
[ zpět nahoru ]

### 2011
Ceny byly uděleny při HustlaBall Berlin 21. října 2011 v klubu KitKatClub. V kategoriích došlo jen k drobným úpravám. Mimo jiné byla nově udělena dvě čestná ocenění pro modela a webové stránky. Oceněni byli:
Účinkující:
Nejlepší evropský nováček (Best newcomer (EU))
Stany Falcone (Crunchboy)
Nominace: JP Dubois (Fresh SX), Julian Tomlinson (Spritzz), Jordan Sins (Dreamboy / Eurocreme), Kevin Warhol (BelAmi), Felix Barca (CAZZO)
Nejlepší americký nováček (Best newcomer (US))
Gabriel Lenfant alias Gabriel Clark (Lucas Entertainment)
Nominace: Jessie Colter (Lucas Entertainment), Kike Garces (Dick Wadd Media), John Sullivan (Treasure Island Media), Arquez (Flavaworks), Vito Mazola (Dick Wadd Media)
Nejlepší evropský pasivní herec (Best bottom (EU))
JP Dubois (Eurocreme)
Nominace: Ashley Ryder (Fresh SX), Basti Winkler (Spritzz), Leo Mack (Fresh SX), Kevin Warhol (BelAmi)
Nejlepší americký pasivní herec (Best bottom (US))
Valentino (Flavaworks)
Nominace: Harry Louis (Lucas Entertainment), Christian (Treasure Island Media), Kyle King (Hot House Entertainment), Marco Cruise (Dick Wadd Media), Tober Brandt (Treasure Island Media)
Nejlepší evropský aktivní herec (Best top (EU))
Jordan Fox (Young Bastards)
Nominace: Aitor Crash (Fresh SX), Johan Volny (Staxus), Will Jamieson (Eurocreme), Edward Fox (CAZZO), Mika Poika (Young Bastards)
Nejlepší americký aktivní herec (Best top (US))
Colin Steele (Dick Wadd Media)
Nominace: Peto Coast (Treasure Island Media), Jake Wetmore (Dick Wadd Media), Kurt Wood (Treasure Island Media), Jonathan Agassi (Lucas Entertainment), DeAngelo Jackson (Flavaworks)
Nejlepší evropský fetišistický herec (Best fetish–actor (EU))
Peter Twins (BelAmi / Lukas Ridgestone)
Nominace: Rod Painter (WURSTFILM), Fran K. (Fresh SX)
Nejlepší americký fetišistický herec (Best fetish–actor (US))
Boyhous (Raging Stallion)
Nominace: Jonathan Agassi (Lucas Entertainment), Matthieu Paris (Dick Wadd Media), DeAngelo Jackson (Flavaworks), Jake Wetmore (Dick Wadd Media), Romeo Storm (Flavaworks)
Nejlepší evropský herec (Best performer (EU))
François Sagat (WURSTFILM / Dark Alley Media)
Nominace: Brice Farmer (Eurocreme), Kris Evans (BelAmi), Johan Volny (Staxus), Lucio Saints (CAZZO), JP Dubois (Eurocreme)
Nejlepší americký herec (Best performer (US))
Jonathan Agassi (Lucas Entertainment)
Nominace: Marco Cruise (Dick Wadd), Drake (Flavaworks), Matthieu Paris (Dick Wadd Media), Hot Rod (Flavaworks), DeAngelo Jackson (Flavaworks)
Filmy:
Nejlepší skupinová scéna (Best group scene)
Berlin Pigs Unleashed (Dick Wadd Media)
Nominace: Tim Skyler vs. The Scum Dogs – Sperm Assault (Treasure Island Media), More Than You Can Handle (BelAmi), Graduation Gangbang 1-3 (STAXUS), L.A. Zombie Hardcore (WURSTFILM / Dark Alley Media), Porn Beginners (LatBocon)
Nejlepší „hunk“ film (Best hunk film)
Fucking Lost (CAZZO)
Nominace: Männer im Suff (WURSTFILM), Hot Muscle (Eurocreme), Addicted To Cock (Hot Spunks), Score The Game 2 (HotHouseVideo), Trapped In The Game (Lucas Entertainment)
Nejlepší „twink“ film (Best twink film)
Schwanzjagd - Cock Chase (Spritzz)
Nominace: Star Struck (Flavaworks), Audition 40: Rafael Carreras´ Uncut Canada (Lucas Entertainment), Policeboy (Eurocreme), Graduation Gangbang 1-3 (STAXUS), Raw DJs (STAXUS)
Nejlepší evropský fetišistický film (Best fetish film (EU))
Perverts 3 (WURSTFILM)
Nominace: Versaut 2 (CAZZO), Suited To Fuck (Fresh SX), Prollboys 13 (Prollboys Productions), Control (Young Bastards), Brit Dads (STAXUS)
Nejlepší americký fetišistický film (Best fetish film (US))
Urine Fist Fest (Lucas Entertainment)
Nominace: Cum Hungry Piss Whores (Dick Wadd Media), Berlin Pigs Unleashed (Dick Wadd Media), Score The Game 2 (HotHouseVideo), Raw and Nasty 2: Milk The Walls (Flavaworks)
Nejlepší etnický film (Best ethnic themed movie)
Raw Rods 9: Heavy on the Cream (Flavaworks)
Nominace: Breeding Sessions (Dick Wadd Media), Audition 41: Rock Hard (Lucas Entertainment), Sanctuary 2 (HotHouseVideo), Prollboys 13 (Prollboys Productions), Piel Ardiente (Latino Boys)
Nejlepší evropský film (Best film (EU))
3D BelAmi (BelAmi)
Nominace: Bunker (CAZZO), L.A. Zombie Hardcore (WURSTFILM / Dark Alley Media), Paris Sex Tour of Stany Falcone (Crunchboy), Sports Lads Fuck (Fresh SX), Bareback Nights (Staxus)
Nejlepší americký film (Best film (US))
Breeding Season 2 (Treeasure Island Media)
Nominace: What I Can´t See 3 (Treasure Island Media), Cum Hungry Piss Whores (Dick Wadd Media), Assassin (Lucas Entertainment), Breeding Sessions (Dick Wadd Media), Sperm Assault (Treasure Island Media)
Obecné:
Nejlepší evropský režisér (Best director (EU))
Bruce LaBruce (WURSTFILM / Dark Alley Media)
Nominace: Falk Lux (Spritzz), Vlado Iresch (STAXUS), Andy O´Neill (Fresh SX), Jörg Andreas (CAZZO), Max Lincoln (Eurocreme)
Nejlepší americký režisér (Best director (US))
Paul Morris (Treasure Island Media)
Nominace: Dick Wadd (Dick Wadd Media), Michael Lucas / Mr. Pam / Marc MacNamara (Lucas Entertainment)
Nejlepší studio (Best studio)
CAZZO Film
Nominace: Eurocreme Group, Fresh SX, Crunchboy, Cristian Torrent, Young Bastards
Nejlepší evropský obal DVD (Best DVD-cover (EU))
Use Me! (CAZZO)
Nominace: 3D BelAmi (BelAmi), Policeboy (Eurocreme), Bareback Nights (STAXUS), Dads Fuck Lads 4 (Fresh SX)
Nejlepší americký obal DVD (Best DVD-cover (US))
What I Can´t See 3 (Treasure Island Media)
Nominace: Suck Dick Save The World 2: Training Wheels (Treasure Island Media), Cum Hungry Piss Whores (Dick Wadd Media), Trapped In The Game (Lucas Entertainment), Breeding Session (Dick Wadd Media), Young Lions (LatBocon)
Web:
Nejlepší webové stránky herce (Best performer–website)
LucasBlog.com
Nominace: DickWadd.com, TrojanRock.com, JonathanAgassi.com
Nejlepší sexuální webové stránky (Best sex–website)
VOD.DickWadd.com
Nominace: FreshSX.com, LucasRaunch.com, BelAmiOnline.com, ThugsForSex.com
Nejlepší webové stránky studia (Best studio–website)
LucasEntertainment.com
Nominace: DickWadd.com, FlavaWorks.com, BelAmiOnline.com, CazzoClub.com, AlphaMaleMedia.com
Čestná ocenění:
Čestná cena pro modela (Honorary Model Award)
Johan Volny, herec a podnikatel s více než osmiletou kariérou
Čestná cena pro web (Honorary Web Award)
Homoactive
[ zpět nahoru ]

### 2012
Výroční desátý berlínský HustlaBall včetně předávacího ceremoniálu cen HustlaBall Awards byl ohlášen na pátek 19. října 2012 v klubu KitKatClub. Třetinový podíl na výběru oceněných mělo veřejné online hlasování.
Účinkující:
Nejlepší nováček (Best newcomer)
Kameron Frost (Crunchboy)
Nominace: Edji Da Silva (Lucas Entertainment), Tate Ryder (Alphamale), Jack Allen (Treasure Island Media), Vito Gallo (Lucas Entertainment), Léo Hélios (Cazzo), Jace Tyler (Cristian Torrent), Mick Lovell (BelAmi), Aaron Samuels (Eurocreme)
Nejlepší pasivní herec (Best bottom)
Zaho Sebastian Mann (Spritzz)
Nominace: Felix Barca (Cazzo), Aaron Samuels (Eurocreme), Christian (Treasure Island Media), Mathieu Paris (Dick Wadd), Chris Forny (Wurstfilm), Jack Harrer (Bel Ami), Blake Daniels (Treasure Island Media), Mathew Maon (Lucas Entertainment), Reece Ryder (Eurocreme)
Nejlepší aktivní herec (Best top)
Spencer Reed (Alphamale)
Nominace: Brice Farmer (Spritzz), Malik TN (Cazzo), DeAngelo Jackson (Flavaworks), Hot Rod (Treasure Island Media), Anton Dickson (Wurstfilm), Brad McGuire (Treasure Island Media), Kris Evans (Bel Ami), Adrian Long (Lucas Entertainment), Johan Volny (Staxus), Luke Desmond (Eurocreme)
Nejlepší fetišistický herec (Best fetish actor)
Peto Coast (Treasure Island Media)
Nominace: Lito Cruz (Treasure Island Media), Ale Tedesco (Cristian Torrent), Christian Herzog (Dick Wadd), Jim Ferro (Dick Wadd), Sylvain Lyk (Cazzo), Jonathan Agassi (Lucas Entertainment), Spencer Reed (Channel 1 Releasing), Jace Tyler (Cristian Torrent)
Nejlepší herec (Best performer)
Lucio Saints (Alphamale)
Nominace: Kevin Warhol (Bel Ami), Geoffrey Paine (Cazzo), Damien Crosse (Lucas Entertainment), Jonathan Agassi (Lucas Entertainment), Jordan Fox (Crunchboy), Nathan Price (Alphamale), Spencer Reed (Alphamale)
Filmy:
Nejlepší skupinová scéna (Best group scene)
FickstutenMarkt (Wurstfilm)
Nominace: The Last Day (Lucas Entertainment), Piss Break (Dick Wadd), Euro Breeders (Wan Film), Eric's Raw Fuck Tapes 4 – 4. scéna (Treasure Island Media), Grand Opening - závěrečná scéna (Eurocreme), Berlin Fist Fuckers (Dick Wadd), Analstahl (Cazzo)
Nejlepší „hunk“ film (Best hunk film)
Analstahl (Cazzo)
Nominace: FickstutenMarkt (Wurstfilm), American Lovers 2 (Bel Ami), The power of Love (Lucas Entertainment), Man Excange (Alphamale), Open Bar (Lucas Entertainment), Your Big Cock My Tight Arse (Hot Spunks), Bar Stard (Cristian Torrent), Boy Toys (Alphamale), Bad Boys get spanked (Channel 1 Releasing)
Nejlepší „twink“ film (Best twink film)
Kinky Angels (Bel Ami)
Nominace: French Power Sluts (Spritzz), The Dreamboy Hotel (THE DREAMBOY), Jizz Junkies (Rawboys), The french Fucker (Crunchboy), Got Twink? (Channel 1 Releasing), The red brigade (Junior Fetish)
Nejlepší fetišistický film (Best fetish film)
Krass (Cazzo)
Nominace: Prollboys 20 (Prollboys), Piss Break (Dick Wadd), Daddy it hurts (Channel 1 Releasing), German Cumpigs 2 (Wan Film), Berlin Bare Butts (Wurstfilm), Twinks Loves Daddies (Staxus), Suck Dick / Safe The World 3 (Treasure Island Media), Urine Ibiza (Lucas Entertainment), FickstutenMarkt (Wurstfilm), Jizz Junkies (Rawboys)
Nejlepší etnický film (Best ethnic themed movie)
BBC Chronicles (Dick Wadd)
Nominace: Bruthaload (Treasure Island Media), Mixxxed Nuts Vol.6 (Flavaworks), Deep contact (Latbocon)
Nejlepší film (Best film)
The last day (Lucas Entertainment)
Nominace: Man Trap (Cazzo), 25 Cocks 1 German Twink (Staxus), Manfuck Manifesto (Treasure Island Media), Grand Opening (Eurocreme), American Lovers 2 (Bel Ami), Bareback Cologne 3 (Wan Film), The french Fucker (Crunchboy), French Power Sluts (Spritzz), Prollboys 20 (Prollboys), Bad boys get spanked (Channel 1 Releasing)
Obecné:
Nejlepší evropské velké studio (Best major studio (EU))
Bel Ami
Nominace: Alphamale, Eurocreme, Spritzz, Staxus
Nejlepší evropské undergroundové studio (Best underground studio (EU))
Cristian Torrent
Nominace: Wan Film, Prollboys, Crunchboy, Swowaco TV
Nejlepší americké studio (Best studio (US))
Treasure Island Media
Nominace: Lucas Entertainment, Dick Wadd Media
Nejlepší evropský režisér (Best director (EU))
Jorg Andreas (Cazzo)
Nominace: Eric Paris (Treasure Island Media), Cristian Torrent (Cristian Torrent), Jack Jones (Alphamale), Prollking (Prollboys), George Duroy (Bel Ami), Max Lincoln (Eurocreme), Jasper Emerald (Junior Fetish)
Nejlepší americký režisér (Best director (US))
Marc MacNamara (Lucas Entertainment)
Nominace: Paul Morris (Treasure Island Media), Chi Chi LaRue (Channel 1 Releasing), Dick Wadd (Dick Wadd), Max Sohl (Treasure Island Media), Roberto Escorda (Latbocon)
Nejlepší evropský obal DVD (Best DVD-cover (EU))
FickstutenMarkt (Wurstfilm)
Nominace: American Lovers 2 (Bel Ami), Cruising (Cazzo), Fist Trash - The movie (Cristian Torrent), Grand Opening (Eurocreme), Bare Summer (Swowaco TV)
Nejlepší americký obal DVD (Best DVD-cover (US))
Eric's Raw Fuck Tapes 4 (Treasure Island Media)
Nominace: The Last Day (Lucas Entertainment), Boy Toy (Lucas Entertainment), Daddy It Hurts (Channel 1 Releasing), Park & Ride (Treasure Island Media), Suck Dick / Save the World 3 (Treasure Island Media), Bad Boys Get Spanked (Channel 1 Releasing), Deep Contact (Latbocon)
Web:
Nejlepší webové stránky studia (Best studio–website)
LucasEntertainment.com
Nominace: dickwadd.com, belamionline.com, Cazzoclub.com, treasureislandmedia.com, spritzz.com, eurocreme.com
Nejlepší sexuální webové stránky (Best sex–website)
DickWadd.com
Nominace: lucasraunch.com, kinkmen.com, prollboys.com, bareadventures.com, spritzz.com, crunchboy.com, gay-fetish-porn.xxx
[ zpět nahoru ]

### 2013
Vyhlášení cen pátého ročníku bylo naplánováno na pátek 18. října 2013 do berlínského klubu KitKatClub.
[ zpět nahoru ]

### 2014
Vyhlášení cen šestého ročníku bylo ohlášeno na 17. října 2014 během HustlaBall Berlin Circuit Weekend, opět v berlínském klubu KitKatClub s moderátorem Felixem Barcou. Online hlasování probíhalo na stránkách magazínu Boner. Oceněni byli:
Účinkující:
Nejlepší nováček (Best newcomer)
Alejandro Alvarez
Nominace: Fabio Lopez, Gaston Croupier, Alejandro Alvarez
Nejlepší verzatilní herec (Best versatile actor)
Fostter Riviera
Nominace: Robbie Rojo, Fostter Riviera, Adam Kilian
Nejlepší pasivní herec (Best bottom)
Armond Rizzo
Nominace: Armond Rizzo, Jessie Montgomery, Allen King
Nejlepší aktivní herec (Best top)
Lucio Saints
Nominace: Lucio Saints, Boomer Banks, Christian Wilde
Nejlepší herec (Best actor)
Allen King
Nominace: Allen King, Kayden Gray, Armond Rizzo, Kevin Warhol, Shawn Wolfe
Filmy:
Nejlepší „trojka“ (Best threesome)
Lucio Saints, Robbie Rojo a Yuro Lysenko (Lucio Saints)
Nominace: Fostter Riviera, Esteban a Ashton (All Real Bareback); Lucio Saints, Robbie Rojo a Yuro Lysenko (Lucio Saints); Colby Keller, Jett Black a Kevin Warhol (CockyBoys)
Nejlepší skupinový film (Best group film)
Rebels (Kinky Angels)
Nominace: Feed and Breed 3 (Raw Rods), First Time Part 1 (Kristen Bjorn), Rebels (Kinky Angels)
Nejlepší „hunk“ film (Best hunk film)
Adam Killian's Raw Wet Dream (Lucas Entertainment)
Nominace: Breeding Marcus Isaacs (Treasure Island Media), Adam Killian's Raw Wet Dream (Lucas Entertainment), Collared & Cuffed (Alphamales)
Nejlepší „twink“ film (Best twink film)
Lust For Boys 1 (Lukas Ridgeston)
Nominace: Trained (Eurocreme / Bulldog 2.0), Lust For Boys 1 (Lukas Ridgeston), Absolute Sluts (Euroboy)
Nejlepší fetišistický film (Best fetish film)
Hard Play (Titan Men)
Nominace: Proll Boys Skull Fuck Edition (ProllBoys), Hard Play (Titan Men), Control Room (Hot House)
Nejlepší film (Best film)
The Haunting (CockyBoys)
Nominace: Jonathan Agassi Goes Raw (Lucas Entertainment), Horse Play (Hot House), The Haunting (CockyBoys)
Obecné:
Nejlepší studio (Best studio)
Lucas Entertainment
Nominace: Lucas Entertainment, Lukas Ridgeston, Treasure Island Media
Nejlepší nové studio (Best newcomer studio)
Boynapped
Nominace: UK Hot Jocks, Boynapped, Sketchy Sex
Nejlepší režisér (Best director)
Ashley Ryder (Eurocreme / Alphamales)
Nominace: Oskur Garzia (Wurstfilm), James Green (UK Naked Men), Ashley Ryder (Eurocreme / Alphamales)
Nejlepší obal DVD (Best DVD-cover)
All That Jizz (BelAmi Online)
Nominace: Answered Prayers (CockyBoys), Fucking Hostile (Dark Alley Media), All That Jizz (BelAmi Online)
Nejlepší webové stránky studia (Best studio website)
luciosaints.com
Nominace: cazzoclub.com, prollboys.com, luciosaints.com
[ zpět nahoru ]

### 2015
Produkce ocenění se v roce 2015 ujal pornoherec Fostter Riviera se svou společností Fostter Riviera Productions. Nominace byly omezeny na evropská studia, ačkoli v praxi se některé neevropské kategorie či nominované osoby objevily. Sedmý ročník vyhlašování se uskutečnil tradičně v berlínském klubu KitKatClub, a to 16. října 2015. Nominováni a oceněni byli:
Účinkující:
Nejlepší nováček (Best newcomer)
Brute Club
Nominace:
Nejlepší verzatilní herec (Best versatile actor)
Mickey Taylor
Nominace:
Nejlepší pasivní herec (Best bottom)
Allen King
Nominace:
Nejlepší aktivní herec (Best top)
Angel Cruz
Nominace:
Nejlepší herec (Best actor)
Logan Moore
Nominace:
Filmy:
Nejlepší skupinový film (Best group film)
Hotel Room Orgy (All Real Bareback)
Nominace:
Nejlepší „hunk“ film (Best hunk film)
Gabriel and Massimo (Fuckermate)
Nominace:
Nejlepší „twink“ film (Best twink film)
Swim Boy (Eurocreme)
Nominace:
Nejlepší fetišistický film (Best fetish film)
Hard Gear (UK Hot Jocks)
Nominace:
Nejlepší film (Best film)
Daddy Issues (Dark Alley)
Nominace:
Nejlepší mimoevropský film (Best non-EU film)
Answered Prayers (Cocky Boys)
Nominace:
Obecné:
Nejlepší studio (Best studio)
Tim Tales
Nominace:
Nejlepší mimoevropské studio (Best non-EU studio)
Cocky Boys
Nominace:
Nejlepší režisér (Best director)
Chris Schoeler – DE
Nominace:
Nejlepší scénář (Best screenplay)
Ashley Ryder za Penance (BulldogXXX)
Nominace:
Nejlepší webové stránky (Best website)
FuckerMate – www.fuckermate.com
Nominace:
Nejlepší mimoevropské webové stránky (Best non-EU website)
Cocky Boys – www.cockyboys.com
Nominace:
Nejlepší webová seznamka (Best dating website)
PlanetRomeo – www.planetromeo.com
Nominace:
Nejlepší eskortní webové stránky (Best escort website)
PlanetRomeo – www.planetromeo.com
Nominace:
[ zpět nahoru ]

### 2016
Vyhlášení cen osmého ročníku se uskutečnilo 21. října 2016 v berlínském klubu KitKatClub opět jako součást programu HustlaBall Berlin Circuit Weekend, a to v produkci Fostter Rieviera Productions. Nově byly přidány některé kategorie, jako nejlepší scénář, značka prádla, pornografický zpravodajský web či blog (Best Porn News Website or Blog). Tento ročník byl z některých stran kritizován a pořadatel HustlaBallu se od něj distancoval. Nominováni a oceněni byli:
Účinkující:
Nejlepší nováček (Best Newcomer Actor)
Cory Prince
Nominace: Johannes Lars, Alec Loob, Cory Prince, Dominique Kenique, Josh Rider
Nejlepší verzatilní herec (Best Versatile Actor)
Damien Crosse
Nominace: Damien Crosse, Dato Foland, Pig Boy, Logan Moore, Josh Milk
Nejlepší pasivní herec (Best Bottom Actor)
Gaston Croupier
Nominace: Gaston Croupier, Dani Robles, Timmy Treasure, Logan Moore, Allen King
Nejlepší aktivní herec (Best Top Actor)
Brute Club
Nominace: Paddy O’Brian, Kayden Gray, Brute Club, Abraham Montenegro, Denis Vega
Nejlepší herec (Best Porn Star – Actor of the Year)
Viktor Rom
Nominace: Logan Moore, Brute Club, Josh Milk, Viktor Rom, Kayden Gray
Filmy a výkony:
Nejlepší evropská scéna (Europe'se Best Scene)
Apocalypse part 4 (Men.com)
Nominace: Knock Knock (Hard Kinks); Tim Kruger & Ian Torres (Tim Tales); Scally Alphas Attack (Hard Kinks); Apocalypse part 4 (Men.com); Dean Summers fucks Kriss Aston (Eric Videos)
Nejlepší skupinová scéna (Best Group Scene)
BullFight vol.4 (Hard Kinks)
Nominace: Batman Vs Superman (Men.com), BullFight vol.4 (Hard Kinks), Christmas 3Some (Tim Tales), Bare Bromance (Macho Factory), Spanish Sun Scene 1 (Staxus)
Nejlepší „hunk“ scéna (Best Hunk Scene)
Tim Kruger & Darius Ferdynand (Tim Tales)
Nominace: Tim Kruger & Darius Ferdynand (Tim Tales); Abraham Montenegro & Martin Mazza (Butch Dixon); Macho Beast (Hard Kinks); Logan Moore a Kayden Gray v Hard Labour (Alpha Males); Logan Moore a Antonio Miracle v Clean Cut (Men at Play)
Nejlepší „twink“ scéna (Best Twink Scene)
Tony Conrad, Benjamin Dunn a Sasha Shatalova (Staxus)
Nominace: Stepbrother in charge (Hard Kinks); Bell Boy (Eurocreme); No Birthday Bumps (Staxus); Straight Boy Billy Rubens Goes Gay For JP Dubois (Eurocreme); Tony Conrad, Benjamin Dunn a Sasha Shatalova (Staxus)
Nejlepší fetišistická scéna (Best Fetish Scene)
Louis Ricaute Glory Hole (Fucker Mate)
Nominace: Berlin sight (Cazzo Film); Scally Alpha Attack (Hard Kinks); Damien Crosse a Wagner Vittoria v Gloryhole (StagHomme); Damien Crosse & Ashley Ryder (Hard Kinks); Louis Ricaute Glory Hole (Fucker Mate)
Nejlepší „bareback“ scéna (Best Bareback Scene)
HardXsport (Macho Factory)
Nominace: HardXsport (Macho Factory); Bearded Master (Hard Kinks); Alexx Stier & Florian Hagen (Cazzo Films); Esteban & Gaston (Tim Tales); Jim Kerouac & Hoyt Kogan (BelAmi)
Ostatní:
Nejlepší evropské studio (Best European Studio)
Fucker Mate
Nominace: Fucker Mate, Staxus, Hard Kinks, UKHotJocks, Men.com
Nejlepší neevropské studio (Best Non-EU Studio)
Men.com
Nominace: Naked Swords, Men.com, FraternityX, CockyBoys, Falcon Studios
Nejlepší režisér (Best Director)
Altersin (Men.com)
Nominace: Jose Thor (Hard Kinks), Altersin (Men.com), Dieter Heitmueller (Cazzo Film), JP Dubois (UKHotJocks), Luis Acosta (Fucker Mate)
Nejlepší scénář (Best Screenplay)
Batman Vs Superman (Men.com)
Nominace: Batman Vs Superman (Men.com), Homeboys Bareback (Macho Factory), Partyboi Breeding (Young Bastards), Knock Knock (Hard Kinks), Grappld (UKHotJocks)
Nejlepší webové stránky studia (Best Studio Website)
 ?
Nominace: Tim Tales – timtales.com, UK Hot Jocks – ukhotjocks.com, Fucker Mate – fuckermate.com, Staxus – staxus.com, Hard Kinks – hardkinks.com
Nejlepší pornografický zpravodajský web nebo blog (Best Porn News Website or Blog)
Queer Pig
Nominace: Queer Pig – queerpig.com, COP Blog – chroniclesofporniablog.com, Nos Gustas – nosgustas.com, Gay Star News – gaystarnews.com, Queer Me Now – queermenow.com
Nejlepší eskortní web (Best Escort Website)
Planet Romeo
Nominace: Planet Romeo – planetromeo.com, Rent Men – rentmen.com, Traum Boys – traumboys.com, Rent Boys US – rentboys.us, Tele Chapero – telechapero.com
Nejlepší webová seznamka (Best Dating Website)
Planet Romeo
Nominace: Hornet – hornetapp.com, Recon – recon.com, Tu Amo – tuamo.net, Planet Romeo – planetromeo.com, Gaydar – gaydar.com
Nejlepší mobilní aplikace (Best Mobile App)
Grindr
Nominace: Recon, Hornet, Grindr, Planet Romeo, Scruff
Nejlepší značka mužského prádla (Best Menswear Brand)
ES Collection
Nominace: Boxer, Barcode Berlin, Andrew Christian, ES Collection, Pump! Underwear
Čestné ocenění (Honorary Award)
Michael Lucas
[ zpět nahoru ]

### 2017
[ zpět nahoru ]